# Mancomunidad de Mendialdea
La Mancomunidad Mendialdea (Mendialdea Mankomunitatea en euskera) es el ente supramunicipal que agrupa a algunos de los municipios de la Comarca Norte de Aralar, de Navarra (España). Su sede se encuentra en la localidad de Leiza. Su competencia se centra en la recogida de los residuos sólidos urbanos.

## Zona de actuación
La mancomunidad está integrada por los municipios de Arano, Areso, Goizueta, Larráun, Leiza y Lecumberri. Comenzó a funcionar en abril de 2010.

## Gestión de los residuos urbanos
La Mancomunidad gestiona los residuos urbanos a través de su recogida selectiva, que afecta a las diferentes fracciones: materia orgánica y resto, envases, papel-cartón y vidrio. La mancomunidad tiene también una campaña para el compostaje doméstico. También ha habilitado Puntos Limpios en Leiza, Goizueta y Lecumberri, donde se pueden depositar otros residuos con características especiales por tener componentes tóxicos, o por otros aspectos de su composición, como pilas, aceite, fluorescentes, radiografías, lejía, termómetros etc.
Los residuos orgánicos y de la fracción resto (contenedor verde) son trasladados a la planta de tratamiento de El Culebrete. Los envases recogidos son trasladados la planta de selección de Peralta para su posterior aprovechamiento y reciclaje. Utiliza para ello el muelle de transferencia de residuos de Arbizu.
La Mancomunidad participa en el Consorcio de Residuos de Navarra.

## Otros servicios
Los estatutos de la mancomunidad recogen la posibilidad de prestar otros servicios además de la gestión de los residuos. De esta manera, la mancomunidad tenía como prioridad la posibilidad de crear una agencia de desarrollo para la zona. Así mismo, otros posibles servicios que podría llegar a ofertar serían: gestión del ciclo integral del agua; rehabilitación de viviendas; deportes, cultura y juventud; euskera; etc.